# Teixidor de Bates
El teixidor de Bates (Ploceus batesi) és un ocell de la família dels ploceids (Ploceidae).

## Hàbitat i distribució
Habita els boscos de les terres baixes del sud-est del Camerun.